# Clément Ducol
Clément Ducol (23 de novembro de 1981) é um músico, compositor, arranjador e orquestrador francês.
Colaborou nos albums de diversos artistas, da França e internacionais, tais como Christophe, Vanessa Paradis, Camille Dalmais, Melody Gardot, Gregory Porter, Lianne La Havas, Keziah Jones.
No cinema, seu trabalho inclui arranjos e direção musical no filme Annette de Leos Carax e a colaboração com Camille para a trilha sonora e canções originais no filme Emilia Pérez de Jacques Audiard. Recebeu, dentre outras, indicações ao Oscar, BAFTA e Globo de Ouro pela trilha sonora do filme Emilia Pérez e também dupla indicações nas categorias de canção original do Oscar e do Globo de Ouro, com o mesmo filme,  pelas canções "Mi Camino" e "El Mal", vencendo ambos prêmios por essa última.

## Vida pessoal
Clément Ducol é filho do professor e compositor Bruno Ducol. Ele está em um relacionamento com a cantora Camille, o casal tem dois filhos.

## Filmografia
- Maestro (2014)
- Mes frères (2018)
- Les Chatouilles (2018)
- Je voudrais que quelqu'un m'attende quelque part (2019)
- Peter von Kant (2022)
- Linda veut du poulet! (2023)
- Emilia Pérez (2024)

## Prêmios e indicações
| Prêmio                       | Ano  | Categoria                     | Trabalho                  | Resultado |
| ---------------------------- | ---- | ----------------------------- | ------------------------- | --------- |
| Prêmios Globo de Ouro        | 2025 | Melhor Trilha Sonora Original | Emilia Pérez              | Indicado  |
| Prêmios Globo de Ouro        | 2025 | Melhor Canção Original        | El Mal de Emilia Pérez    | Venceu    |
| Prêmios Globo de Ouro        | 2025 | Melhor Canção Original        | Mi Camino de Emilia Pérez | Indicado  |
| Festival de Cinema de Cannes | 2024 | Prêmio Trilha Sonora          | Emilia Pérez              | Venceu    |
| Critics' Choice Awards       | 2025 | Melhor Trilha Sonora          | Emilia Pérez              | Indicado  |
| Critics' Choice Awards       | 2025 | Melhor Canção                 | El Mal de Emilia Pérez    | Venceu    |
| Critics' Choice Awards       | 2025 | Melhor Canção                 | Mi Camino de Emilia Pérez | Indicado  |
| Satellite Awards             | 2025 | Melhor Trilha Sonora          | Emilia Pérez              | Venceu    |
| Satellite Awards             | 2025 | Melhor Canção Original        | El Mal de Emilia Pérez    | Indicado  |
| Satellite Awards             | 2025 | Melhor Canção Original        | Mi Camino de Emilia Pérez | Venceu    |
| Óscars                       | 2025 | Melhor Trilha Sonora          | Emilia Pérez              | Indicado  |
| Óscars                       | 2025 | Melhor Canção Original        | El Mal de Emilia Pérez    | Venceu    |
| Óscars                       | 2025 | Melhor Canção Original        | Mi Camino de Emilia Pérez | Indicado  |
| BAFTA                        | 2025 | Melhor Trilha Sonora          | Emilia Pérez              | Indicado  |